# Hartmuth Hahn
Hartmuth Hahn (* 30. Juni 1945 in Göppingen) ist ein ehemaliger deutscher Fußballspieler und -trainer. 

## Karriere
Hartmuth Hahn spielte zu Beginn seiner Karriere in der 1. Amateurliga Württemberg, der damals dritthöchsten Spielklasse für den Stuttgarter SC und die SV Böblingen. Im Jahre 1968 war Hahn Teil der Mannschaft des Transportbataillon 270 Böblingen. Im Transportbataillon waren Spieler des VfB Stuttgart und der Stuttgarter Kickers sowie namhafte Spieler der 1. Amateurliga Württemberg zum Wehrdienst eingezogen. Unter anderem waren dies Gerhard Heinze, Manfred „Männe“ Weidmann, Werner Haaga, Horst Haug und Karl-Heinz Handschuh. Am 22. Mai 1968 absolvierte er mit dieser Mannschaft ein Testspiel bei den Stuttgarter Kickers, wo er auf sich aufmerksam machte und einige Jahre später für deren Amateurmannschaft verpflichtet wurde.
In der Saison 1970/71 wechselte er zu den Amateuren des VfB Stuttgart, mit denen er württembergischer Meister wurde. In den Folgesaisons konnte der Stürmer sich in der zweiten Mannschaft der Kickers behaupten und stand als Amateur im Profikader. Am 9. Dezember 1972 trug Hahn das erste Mal das Trikot der ersten Mannschaft im DFB-Pokal gegen Eintracht Braunschweig. Sein Profidebüt gab der gebürtige Göppinger am 24. März 1973 beim Heimspiel gegen den SSV Jahn Regensburg. Nach seiner Zeit bei den Kickers spielte Hahn zusammen mit Erich Schmeil und Siegfried Sommer noch eine Saison für den TSV Eltingen.
Von 1980 bis 1985 war Hahn bei den Stuttgarter Kickers als Trainer der A- und B-Jugend und als Co-Trainer von Slobodan Čendić bei der ersten Mannschaft tätig. Aktuell ist Hahn als pädagogischer Leiter im Nachwuchsleistungszentrum der Kickers tätig.

## Privates
Hahn war Lehrer an beruflichen Gymnasien.